# 나카시마 다쿠야
나카시마 다쿠야(일본어: 中島 卓也, 1991년 1월 11일 ~ )는 일본의 프로 야구 선수이며, 현재 퍼시픽 리그인 홋카이도 닛폰햄 파이터스의 소속 선수(내야수)이다. 후쿠오카현 가스야군 우미정 출신이다.

## 인물
후쿠오카 공업고등학교 시절 1번타자-유격수로 활약했으며, 2008년 봄 규슈대회에서 에이스였던 미시마 가즈키 등과 같이 학교의 첫 우승을 이끌었다. 야구와 공부를 병행해가면서, 위험물취급자(국가자격증) 등 5개의 자격증을 갖고 있다. 고등학교 시절에는 좋은 야수로 평가받지 못하였고, 당시 나카시마 선수 본인을 조사했던 구단은 단 한 구단밖에 없었다고 한다.
2008년 프로야구 드래프트 회의에서 홋카이도 닛폰햄 파이터스로부터 5위지명을 받았으며(당시 스카우트는 이와이 다카유키였다.) 동년 11월 18일 계약금 2500만엔, 연봉 480만엔에 도장을 찍었다. 드래프트제 도입 후 후쿠오카 공업고등학교에서 고졸로 입단한 최초의 선수가 되었다.
2011년 4월 20일 데뷔 후 처음으로 1군 시합에 출전했다.
2012년에는 대주자나 수비요원으로서 1군에 정착을 했으며, 이 해 100시합 이상 출전을 달성했으나 타율이 1할 1푼 4리라는 타격면에서 매우 부진한 결과를 남겼다.
2013년에는 작년처럼 대주자나 수비요원으로 기용하는 일들이 많아졌으나, 주전 2루수였던 니시카와 하루키가 부상으로 이탈했던 기간 동안은 2루수를 지켰으며, 니시카와가 돌아온 후에도 계속 2루수를 지켰다.

## 상세 정보

### 출신 학교
- 후쿠오카 현립 후쿠오카 공업고등학교

### 선수 경력
프로팀 경력
- 홋카이도 닛폰햄 파이터스(2009년 ~ )

국가 대표 경력
- 2015년 WBSC 프리미어 12 일본 국가대표

### 수상·타이틀 경력

#### 타이틀
- 도루왕 : 1회(2015년)

#### 수상
- 베스트 나인 : 1회(2015년) ※유격수 부문

### 개인 기록

#### 첫 기록
- 첫 출장 : 2011년 4월 20일, 대 오릭스 버펄로스 2차전(홋토못토 필드 고베), 8회말에 다나카 겐스케를 대신해서 2루수로 출장
- 첫 타석 : 상동, 9회초에 가모시다 다카시로부터 루킹 삼진
- 첫 도루 : 2011년 4월 24일, 대 도호쿠 라쿠텐 골든이글스 3차전(홋토못토 필드 고베), 9회초 2사에 2루 안착(투수 : 가타야마 히로시, 포수 : 이노 스구루)
- 첫 선발 출장 : 2012년 4월 7일, 대 지바 롯데 마린스 2차전(QVC 마린필드), 9번·유격수로서 선발 출장
- 첫 안타 : 2012년 4월 17일, 대 사이타마 세이부 라이온스 5차전(세이부 돔), 5회초에 마키타 가즈히사로부터 3루 내야 안타
- 첫 타점 : 2013년 5월 3일, 대 도호쿠 라쿠텐 골든이글스 6차전(일본제지 클리넥스 스타디움 미야기), 9회초에 후쿠야마 히로유키로부터 좌익선상 적시 2루타
- 첫 홈런 : 2017년 7월 30일, 대 후쿠오카 소프트뱅크 호크스 17차전(후쿠오카 야후오쿠! 돔), 6회초에 다케다 쇼타로부터 우월 솔로 홈런

#### 기타
- 한 경기 척살 : 9개, 2014년 8월 5일, 대 오릭스 버펄로스 전 ※2루수로서의 퍼시픽 리그 타이 기록, 9번째
- 데뷔 첫 타석부터 가장 늦은 첫 홈런 : 2287번째 타석 ※NPB기록
- 시즌 희생타 : 62개(2016년) ※퍼시픽 리그 기록
- 올스타전 출장 : 1회(2015년)

### 등번호
- 56(2009년 ~ 2013년)
- 9(2014년 ~ )

### 연도별 타격 성적
| 연 도      | 소 속      | 경 기 | 타 석 | 타 수 | 득 점 | 안 타 | 2 루 타 | 3 루 타 | 홈 런 | 루 타 | 타 점 | 도 루 | 도 루 자 | 희 생 번 | 희 생 플 | 볼 넷 | 고 4 | 사 구 | 삼 진 | 병 살 타 | 타 율 | 출 루 율 | 장 타 율 | O P S |
| ---------- | ---------- | ----- | ----- | ----- | ----- | ----- | ------- | ------- | ----- | ----- | ----- | ----- | -------- | -------- | -------- | ----- | ---- | ----- | ----- | -------- | ----- | -------- | -------- | ----- |
| 2011년     | 닛폰햄     | 8     | 1     | 1     | 2     | 0     | 0       | 0       | 0     | 0     | 0     | 1     | 0        | 0        | 0        | 0     | 0    | 0     | 1     | 0        | .000  | .000     | .000     | .000  |
| 2012년     | 닛폰햄     | 105   | 82    | 70    | 9     | 8     | 0       | 0       | 0     | 8     | 0     | 2     | 0        | 11       | 0        | 1     | 0    | 0     | 17    | 0        | .114  | .127     | .114     | .241  |
| 2013년     | 닛폰햄     | 127   | 272   | 223   | 24    | 53    | 5       | 0       | 0     | 58    | 8     | 23    | 2        | 26       | 1        | 21    | 0    | 1     | 47    | 2        | .238  | .305     | .260     | .565  |
| 2014년     | 닛폰햄     | 126   | 461   | 382   | 55    | 99    | 9       | 3       | 0     | 114   | 32    | 28    | 9        | 35       | 1        | 43    | 0    | 0     | 92    | 4        | .259  | .333     | .298     | .632  |
| 2015년     | 닛폰햄     | 143   | 617   | 515   | 69    | 136   | 8       | 2       | 0     | 148   | 39    | 34    | 7        | 34       | 0        | 66    | 0    | 2     | 93    | 10       | .264  | .350     | .287     | .637  |
| 2016년     | 닛폰햄     | 143   | 600   | 473   | 65    | 115   | 10      | 1       | 0     | 127   | 28    | 23    | 9        | 62       | 1        | 63    | 0    | 1     | 117   | 5        | .243  | .333     | .268     | .601  |
| 2017년     | 닛폰햄     | 91    | 331   | 283   | 26    | 59    | 1       | 2       | 1     | 67    | 13    | 11    | 3        | 25       | 0        | 23    | 0    | 0     | 80    | 2        | .208  | .268     | .237     | .505  |
| 2018년     | 닛폰햄     | 132   | 449   | 391   | 57    | 102   | 11      | 3       | 1     | 122   | 23    | 29    | 5        | 22       | 1        | 35    | 0    | 0     | 88    | 4        | .261  | .321     | .312     | .633  |
| 통산 : 8년 | 통산 : 8년 | 875   | 2813  | 2338  | 308   | 572   | 44      | 11      | 2     | 5644  | 143   | 151   | 35       | 215      | 4        | 252   | 0    | 4     | 535   | 27       | .245  | .319     | .275     | .594  |

- 2018년 시즌 종료 기준.
- 굵은 글씨는 시즌 최고 성적.

### 연도별 수비 성적
| 연도 | 2루   | 2루   | 2루   | 2루   | 2루   | 2루      | 3루   | 3루   | 3루   | 3루   | 3루   | 3루      | 유격  | 유격  | 유격  | 유격  | 유격  | 유격     | 외야  | 외야  | 외야  | 외야  | 외야  | 외야     |
| 연도 | 경 기 | 척 살 | 보 살 | 실 책 | 병 살 | 수 비 율 | 경 기 | 척 살 | 보 살 | 실 책 | 병 살 | 수 비 율 | 경 기 | 척 살 | 보 살 | 실 책 | 병 살 | 수 비 율 | 경 기 | 척 살 | 보 살 | 실 책 | 병 살 | 수 비 율 |
| ---- | ----- | ----- | ----- | ----- | ----- | -------- | ----- | ----- | ----- | ----- | ----- | -------- | ----- | ----- | ----- | ----- | ----- | -------- | ----- | ----- | ----- | ----- | ----- | -------- |
| 2011 | 2     | 0     | 2     | 0     | 0     | 1.000    | -     | -     | -     | -     | -     | -        | 1     | 0     | 0     | 0     | 0     | .000     | -     | -     | -     | -     | -     | -        |
| 2012 | 28    | 19    | 22    | 0     | 5     | 1.000    | 3     | 0     | 5     | 0     | 0     | 1.000    | 73    | 41    | 81    | 2     | 14    | .984     | -     | -     | -     | -     | -     | -        |
| 2013 | 91    | 159   | 221   | 4     | 42    | .990     | -     | -     | -     | -     | -     | -        | 44    | 42    | 78    | 5     | 17    | .960     | -     | -     | -     | -     | -     | -        |
| 2014 | 99    | 239   | 320   | 9     | 62    | .984     | 13    | 6     | 14    | 1     | 2     | .952     | 21    | 23    | 38    | 2     | 5     | .968     | 1     | 0     | 0     | 0     | 0     | .---     |
| 2015 | -     | -     | -     | -     | -     | -        | -     | -     | -     | -     | -     | -        | 143   | 215   | 450   | 14    | 79    | .979     | -     | -     | -     | -     | -     | -        |
| 2016 | -     | -     | -     | -     | -     | -        | -     | -     | -     | -     | -     | -        | 143   | 219   | 447   | 14    | 100   | .979     | -     | -     | -     | -     | -     | -        |
| 2017 | -     | -     | -     | -     | -     | -        | -     | -     | -     | -     | -     | -        | 91    | 128   | 260   | 9     | 42    | .977     | -     | -     | -     | -     | -     | -        |
| 2018 | -     | -     | -     | -     | -     | -        | -     | -     | -     | -     | -     | -        | 131   | 213   | 422   | 13    | 68    | .980     | -     | -     | -     | -     | -     | -        |
| 통산 | 220   | 417   | 565   | 13    | 109   | .987     | 16    | 6     | 19    | 1     | 2     | .962     | 647   | 881   | 1776  | 59    | 325   | .978     | 1     | 0     | 0     | 0     | 0     | .---     |

- 2018년 시즌 종료 기준.
- 굵은 글씨는 시즌 최고 성적.